# Gusztáv Kálniczky
Gusztáv Kálniczky (1896 – 1964) foi um esgrimista húngaro que participou dos Jogos Olímpicos de Verão de 1928, sob a bandeira da Hungria.